# Sphaerostephanos larutensis
Sphaerostephanos larutensis är en kärrbräkenväxtart som först beskrevs av Richard Henry Beddome, och fick sitt nu gällande namn av Carl Frederik Albert Christensen. Sphaerostephanos larutensis ingår i släktet Sphaerostephanos och familjen Thelypteridaceae. Inga underarter finns listade.